# Kaiping
Kaiping is een stad en arrondissement in de prefectuur Jiangmen in de provincie Guangdong van China. De stad Kaiping heeft 430.035 inwoners, het gehele arrondissement heeft 748.777 inwoners (2020). De oorspronkelijke bewoners spreken het Kaipinghua, een variant in het Kantonese dialect Siyihua.

## Geografie
Kaiping ligt op een afstand van 140 km van Guangzhou en heeft een een oppervlakte van 1.659 km². De dorpen Changsha, Xinchang en Dihai in het zuidwesten van de Pearl River Delta behoren tot het stadsarrondissement Kaiping.

## Geschiedenis
Aan het eind van de Qing-dynastie zijn veel bewoners van het gebied geëmigreerd naar Canada en Amerika. Er wordt weleens gezegd dat er meer Kaipingezen in het buitenland wonen dan in de Volksrepubliek China zelf. In Kaiping staan zeer veel diaolou’s. De diaolou zijn versterkte opslagtorens, veelal uit de tijd van de Qing-dynastie. In de jaren 20 en 30 van de twintigste eeuw waren er meer dan drieduizend van dit soort gebouwen. Tegenwoordig zijn er nog maar zo’n achttienhonderd diaolou’s. De diaolou’s waren er ook om mensen tegen dieven te beschermen. De Kaipingse diaolou’s en zijn dorpen zijn toegevoegd aan de Werelderfgoedlijst van UNESCO in 2007.